# Pierre Bauchet
Pierre Bauchet, né le 16 mars 1924 à Saint-Denis (Seine-Saint-Denis) et mort le 31 mars 2015 dans le 13e arrondissement de Paris, est un économiste et universitaire français qui fut de 1979 à 1981 président de l'Université Paris I-Panthéon-Sorbonne,.

## Biographie
Né le 16 mars 1924 à Saint-Denis, Pierre Bauchet devient en 1949 docteur en droit après des études au sein notamment de l’Université Columbia de New-York. Nommé professeur de droit à l'université de Rabat en 1956 puis de Lille à partir de 1958, il devient en 1962 directeur des études à l’École nationale d’administration.
De de 1967 à 1974, il est directeur scientifique du CNRS et président de sa section « Économie », avant d'être nommé président du comité consultatif de la recherche scientifique et technique de 1970 à 1972, puis président de la commission de la recherche pour le VIème Plan de 1971 à 1975. De 1979 à 1981, il devient président de l’Université Panthéon-Sorbonne.
Il est élu en 1984 membre titulaire de la section de droit et d'économie maritimes de l'Académie de marine, puis le 17 mai 1994 au troisième fauteuil de la section d'économie politique, statistique et finances de l'Académie des sciences morales et politiques.
Il meurt le 31 mars 2015 dans le 13e arrondissement de Paris.

## Distinctions
- Officier de la Légion d'honneur[4]
- Commandeur de l'ordre national du Mérite[4]
- Officier de l'ordre des Palmes académiques[4]

## Publications
- Pierre Bauchet, Les tableaux économiques : analyse de la Région lorraine, préface de Robert Goetz-Girey, Paris, M.-T. Génin, 1955, 182 p.[5]
- Pierre Bauchet, L'Expérience française de planification, Paris, Éditions du Seuil, 1958, 238 p.[6]
- Pierre Bauchet, La Planification française, quinze ans d'expérience, Paris, Éditions du Seuil, 1962, 319 p.[7]
- Pierre Bauchet, Propriété publique et planification (entreprises publiques non financières), Paris, Éditions Cujas, 1962, 354 p.[8]
- Pierre Bauchet, Comptabilité nationale et analyse économique, Paris, Éditions Cujas, 1970-1971, 2 volumes[9].
- Pierre Bauchet, La planification française : du premier au sixième plan, Paris, Éditions du Seuil, 1970, 384 p.[10]
- Pierre Bauchet, La Nouvelle comptabilité nationale, Paris, Éditions Cujas, 1975 (réédité en 1982), 210 p.[11]
- Pierre Bauchet, L'Économie du transport international de marchandises, air et mer, Paris, Economica, 1982, 587 p.[12]
- Pierre Bauchet, Le plan dans l'économie française, Paris, Économica, 1986, 246 p.[13]
- Pierre Bauchet, Le Transport international dans l'économie mondiale, Paris, Économica, 1988 (réédité en 1991), 569 p.[14]
- Pierre Bauchet, Le transport maritime, Paris, Économica, 1992, 145 p.[15]
- Pierre Bauchet, L'imparfait libéralisme dans les sociétés occidentales, Paris, Éditions Cujas, 1993, 145 p.[16]
- Pierre Bauchet, Notice sur la vie et les travaux de Pierre de La Lande de Calan (1911-1993) lue lors de la séance du 2 mai 1995 de l'académie des sciences morales et politiques, Paris, Palais de l'Institut, 1995, 17 p.[17]
- Pierre Bauchet, Les transports de l'Europe : la trop lente intégration, Paris, Économica, 1996, 240 p.[18]
- Pierre Bauchet, Les transports mondiaux, instrument de domination, Paris, Économica, 1998, 304 p.[19]
- Pierre Bauchet, Comprendre l'économie française, Paris, Économica, 1999, 125 p.[20]
- Pierre Bauchet, Concentration des multinationales et mutation des pouvoirs de l'État, Paris, éditions du CNRS, 2003, 105 p.[21]
- Pierre Bauchet, Régulation et mondialisation : le modèle américain revu par l'Europe, Paris, l'Harmattan, 2007, 138 p.[22]
- Pierre Bauchet, Le transport international de marchandises : air, mer, terre, Paris, Économica, 2011, 108 p.[23]

### Sources
- Jean-Serge Rohart, « Éloge de M. Pierre Bauchet, professeur d’université » in Communications et mémoires, Académie de Marine, n° 3 (avril-juin 2014), p. 13-18.